# Iván Cuéllar
Iván Cuéllar Sacristán (Mérida, 25 maggio 1984) è un calciatore spagnolo, portiere del Maiorca.

## Palmarès

### Nazionale
- Giochi del Mediterraneo: 1

 2005